# Петриков, Олег Сергеевич
Олег Сергеевич Петриков (30 сентября 1984, Дорогобуж) — российский автогонщик, директор автодрома Смоленское кольцо (2008 - 2024), идеолог Российской серии кольцевых гонок (СМП РСКГ). Мастер спорта по автоспорту, вице-чемпион России по автомобильным кольцевым гонкам в классе «Туринг». Спортивный судья 1 категории. Тест-пилот журнала За рулём.

## Биография
Олег Петриков родился 30 сентября 1984 года в городе Дорогобуже Смоленской области. Учился в местной общеобразовательной школе, затем поступил в Московское Суворовское военное училище. Будучи курсантом, в 1999 и 2000 годах принимал участие в Параде Победы на Красной площади.
Впоследствии окончил МГЮА по специальности «юриспруденция».
Во время учёбы в Суворовском училище вместе с отцом оказался на тестах гоночной команды «Сити Моторспорт», которые проходили в Санкт-Петербурге. Сев за руль гоночного Volkswagen Polo, сразу показал достойные результаты и стал заниматься под руководством заслуженного тренера России Алексея Григорьева. В дебютном сезоне 2003 года в составе «Сити Моторспорт» занял 4 место в командном зачете.
После выступлений в российских и европейских чемпионатах Олег Петриков взял паузу, сосредоточившись на управлении автодромом «Смоленское кольцо». По его инициативе кольцевая трасса четыре года подряд принимала этап чемпионата Европы по гонкам на грузовых автомобилях, получивший собственное имя Truck Battle Russia, а также этапы российских профессиональных и любительских соревнований по автомобильным гонкам. Кроме того, автодром стал местом для бесплатных тренировок и состязаний спортсменов, занимающихся легкой атлетикой, велогонками, лыжами.
В 2013 году Олег Петриков получил приглашение выступить за команду A.M.G. Motorsport в чемпионате RRC за рулём BMW 320si класса «Туринг». После многолетнего перерыва он начал сезон с двух побед на «Нижегородском кольце», выиграл ещё две гонки и столько же раз становился вторым и третьим. В итоге он набрал больше очков, чем его ближайший преследователь Михаил Грачев, однако по правилам чемпионата лишался баллов за две худшие гонки. Поскольку заключительный этап RRC-2013 отменили, вопрос о чемпионстве решился не на гоночной трассе, а в кабинетах спортивных чиновников — и Олег Петриков стал только вторым.
В 2014 году возглавил чемпионат и Кубок России по автомобильным кольцевым гонкам, промоутером которых стала программа развития российского автоспорта SMP Racing. По инициативе Олега Петрикова соревнования стали называться Российской серией кольцевых гонок (СМП РСКГ).
За время, в течение которого он является руководителем СМП РСКГ, появились новые классы S1600 Юниор, SMP GT4 Russia, Спортпрототип CN, а класс «Туринг» (с 2023 года - SMP TCR Russia) перешёл на требования международной серии TCR и стал одним из сильнейших национальных чемпионатов. В сезоне 2022 года дебютировал класс SMP Time Attack Unlim, в котором проводятся заезды на лучшее время круга.
Число участников существенно выросло: в 2014 году в СМП РСКГ выступили 84 пилота, в 2022-м - 145 пилотов.
Также за этот период появились телевизионные трансляции на каналах Матч ТВ, Матч! Арена, Матч! Планета, Авто плюс. По итогам этапов выходят обзорные программы длительностью 24 и 52 минуты.
Этапы проводятся в формате Фестиваля скорости СМП РСКГ с шоу-программой для зрителей и привлекают тысячи болельщиков.
С 2023 года Российская серия кольцевых гонок стала включать два турнира: СМП РСКГ Туринг (8-этапные соревнования по автомобильным кольцевым гонкам в статусе чемпионата и Кубка России, а также Кубка РАФ) и СМП РСКГ Эндуранс (4-этапный Кубок России по гонкам на выносливость продолжительностью от 3 до 6 часов).
В апреле 2023 года Олег Петриков стал руководителем программы развития российского автоспорта SMP Racing. В октябре 2023 года переключился на другие проекты.

## Государственные награды
Почетная Грамота Главы Чеченской Республики (2016)
Благодарность Министра спорта РФ (2021)
Юбилейная медаль, посвященная 100-летию образования государственного органа управления в сфере физической культуры и спорта (2023)
Благодарность Министра энергетики РФ (2024)

## Политическая карьера
В 2015 году участвовал в выборах губернатора Смоленской области от партии "Родина", выбыл по личному заявлению.
В 2016 году баллотировался в депутаты Государственной думы от партии "Родина" по 175-му (Смоленскому) избирательному округу. Набрал 1,5 % голосов.

## Гоночная карьера
2003 г. Кубок Поло (Кубок России), 4 место; 6-часовой марафон «Трофей Санкт-Петербурга» в классе Volkswagen Polo, 4 место; 6-часовая гонка «Гран-при Москвы» в классе Volkswagen Polo, 4 место
2004 г. «Туринг-Лайт» (чемпионат России), 12 место; Historic Touringcar Final (Нюрбургринг, Германия), победа в классе
2005 г. «Туринг-Лайт» (чемпионат России), одна победа, две поул-позиции, один лучший круг в гонке
2006 г. Зимний чемпионат Голландии, участник; «Туринг» (чемпионат России), два третьих места
2007 г. Зимний чемпионат Голландии по длинным гонкам, участник; Dutch Supercar Challenge, участник
2008 г. Еврокубок Seat Leon, участник
2009 г. Еврокубок Seat Leon, 10 место
2010 г. Еврокубок Seat Leon, участник
2011 г. Гонка звезд «За рулём», победитель в зачете экипажей; Lada Granta Cup (Кубок России), участник
2013 г. «Туринг» (чемпионат России), 2 место
2018 г. Lada Rally Cup, 5 место